# Roland Verhavert
Roland Verhavert, né le 1er mai 1927 à Melsele et mort dans la même commune le 26 juillet 2014, est un critique de cinéma, réalisateur, scénariste et producteur de cinéma belge .

## Biographie et œuvre
Roland Verhavert est surtout connu pour avoir coréalisé son premier film avec Rik Kuypers et Ivo Michiels Les mouettes meurent au port (1955), l'un des films les plus importants du cinéma belge des années 1950. L’utilisation du noir et blanc, les décors urbains, les errances sans espoir d’un héros tourmenté et les tensions d’un canevas policier peuvent sans doute se rattacher à une esthétique expressionniste, mais on évoque aussi à son propos quelques films européens (Le Troisième Homme, Jeux interdits) ou américains (Sur les quais) plus proches dans le temps.
Roland Verhavert réalise et scénarise en 1972, Chronique d'une passion (Rolande à la mèche folle ou La Chronique d’une passion d’après le roman homonyme d'Herman Teirlinck, avec Jan Decleir, Élizabeth Teissier, Renier Joskin, et Liliane Vincent.
En 1973, il réalise Le Conscrit où Jan Decleir tient le rôle de Jan Braems, un paysan appelé sous les drapeaux et de sa fiancée Katrien (interprétée par Ansje Beentjes). Fin juin 1974, ce film est sélectionné pour la Berlinale et récompensé par la médaille du CIDALC du comité international pour la propagation de l'art et de la littérature par le cinéma.
Sa carrière se poursuit jusqu'en 1993. Il a été le producteur exécutif du De Witte, d'après Ernest Claes, adapté par Robbe De Hert en 1980, qui, pour lui, exprime un mélange de réalité, de fiction et de fantaisie.

## Filmographie
- 1955 : Les mouettes meurent au port (Meeuwen sterven in de haven)
- 1955 : Interludium (TV)
- 1957 : 56,79° Noord - 2,17° Oost
- 1959 : Levende jazz
- 1961 : Droomconcert (TV)
- 1962 : Allemande im Herbst
- 1962 : Schwarz-weiss Blues
- 1963 : Albisola mare, savona
- 1963 : Het Woord (TV)
- 1963 : Das Spezifische Gewicht
- 1964 : Kerkhofblommen (TV)
- 1964 : Le Lieutenant (De Luitenant) (TV)
- 1964 : Oude man, wat nu? (TV)
- 1965 : Ik was voor het sterven in de wieg gelegd (TV)
- 1966 : Koning Willem I (TV)
- 1966 : Het Afscheid
- 1969 : Gent (documentaire)
- 1969 : Architektuur, nu (TV)
- 1969 : Maurice Maeterlinck (TV)
- 1969 : Erasmus, civis totius mundi (TV)
- 1969 : Ansfred
- 1969 : Intérieur (TV)
- 1970 : Brussel (documentaire)
- 1971 : Een achtmoedige vrouw (TV)
- 1972 : Draad zonder einde
- 1972 : Chronique d'une passion (Rolande met de bles)
- 1973 : Le Conscrit (De loteling)
- 1974 : Limburgse impressies
- 1976 : Pallieter
- 1977 : Rubens, schilder en diplomaat
- 1978 : Zo is er maar één
- 1981 : Brugge, die stille
- 1982 : Overdag is er de zon
- 1982 : Made in Belgium
- 1983 : C.A. Suy
- 1986 : Dialogen voor morgen
- 1986 : Marc & Nathalie
- 1988 : Erven met eerbied
- 1989 : Boerenpsalm
- 1991 : De Helman Factor (TV)
- 1991 : Moordterras (TV)
- 1992 : De gouden jaren (série TV)
- 1992 : Het Glas van roem en dood (TV)

## Prix et récompenses
- 2012 : Mira d'or